# Duc de Cambridge
Duc de Cambridge és un títol (que pren el nom de la ciutat de Cambridge, Anglaterra) atribuït de tant en tant a primogènits de la família reial britànica. Va ser utilitzat per primera vegada com a denominació de Carles Stuart (1660-1661), el fill gran de Jaume, duc de York (més tard Jaume II d'Anglaterra), si bé no va arribar a exercir-lo formalment en morir als sis mesos. L'últim posseïdor del títol és el príncep Guillem de Gal·les, rebut abans del seu casament amb Kate Middleton.

## Ducs de Cambridge
- Carles Stuart, Duc de Cambridge. (1660–1661), primer fill de Jaume, Duc de York (després Jaume II & VII)
- Jaume Stuart, I Duc de Cambridge (1663–1667), segon fill de Jaume, Duc de York (després Jaume II & VII)
- Edgar Stuart, I Duc de Cambridge (1667–1671), quart fill de Jaume, Duc de York (després Jaume II & VII)
- Carles Stuart, Duc de Cambridge (1677), cinquè fill de Jaume, Duc de York (després Jaume II & VII)
- Jordi, Príncep de Hanover, I Duc de Cambridge (1683–1760), fill de Jordi de Hanover (després Jordi I)
- Príncep Adolf, I Duc de Cambridge (1774–1850), setè fill de Jordi III del Regne Unit
- Príncep Jordi, II Duc de Cambridge (1819–1904)
- Príncep Guillem, Duc de Cambridge (nascut 1982), fill de Carles de Gal·les i Diana de Gal·les